# Polyalthia meghalayensis
Polyalthia meghalayensis este o specie de plante din genul Polyalthia, familia Annonaceae, descrisă de Gyan Prakash și Bishan N. Mehrotra. Conform Catalogue of Life specia Polyalthia meghalayensis nu are subspecii cunoscute.